# 南藔澚
南藔澚，或作奎壁澚、奎璧澚（澳），是澎湖自清治時期至日治初期的一個行政區劃，其範圍即今澎湖縣的湖西鄉東北部。
南藔澚北邊及東邊瀕海，南邊及西邊為林投澚。

## 管轄街庄鄉
南藔澚共轄8個鄉：
- 今湖西鄉境內：湖西鄉、湖東鄉、南藔鄉、菓葉鄉、北藔鄉、白猿坑鄉、青螺鄉、紅羅罩鄉

## 名人
- 辛齊光